# Captcp
Captcp ist ein freies Programm für die interaktive und automatisierte Analyse von TCP-Paketen, die zuvor mit einem Sniffer wie Tcpdump oder Wireshark aufgezeichnet wurden.
Captcp analysiert pcap-Dateien offline und bietet keine Möglichkeit, Datenströme in Echtzeit zu analysieren. Dabei werden folgende Analysemethoden unterstützt:
- Zeitsequenzanalyse
- Durchsatz und Datenrate
- TCP-Inflight-Analyse
- TCP-Socket-Statistiken
- Paketabstand-Analyse
- Paketablauf-Diagramm (Flow)

## Analysemöglichkeiten
Captcp bereitet TCP-Pakete und -Datenströme auf und ermöglicht eine Vielzahl von Analysen. Unter anderen ergeben sich folgende Möglichkeiten:
- Detektion von Übertragungsproblemen, die auf TCP oder Anwendungsschicht fußen
- Analysieren von grundsätzlichen Netzwerkstackeigenschaften des jeweiligen Betriebssystems
- Netzwerkpfadcharacteristiken analysieren – beispielsweise filtern von  ECN-Paketen
- TCP-Congestion-Window-Analysen
- Zeitliche Korrelation von TCP-Daten und ACK-Paketen
- Packetburstszenarien und deren Auswirkungen

Darüber hinaus sind eine Reihe weiterer Analysen möglich. Captcp liefert die Grundlagen für die Analysen – Verknüpfungen und Aussagen sind vom Benutzer anzufertigen.

## Arbeitsweise
Captcp arbeitet interaktiv auf der Kommandozeile oder grafisch via Gnuplot, wobei Gnuplot eine Vielzahl von Ausgabeformaten wie PDF, SVG oder PNG unterstützt. Durch die Scripting-Eigenschaften eignet sich Captcp besonders für automatisierte Protokollanalysen. Darüber hinaus liefert das Programm die Möglichkeit, den Funktionsumfang durch eigene Module zu erweitern.
Captcp gibt es als fertiges Paket für verschiedene Linux-Distributionen. Captcp wurde bereits unter FreeBSD sowie macOS verwendet.